# یوهانس زیلبرشنایدر
یوهانس زیلبرشنایدر (آلمانی: Johannes Silberschneider؛ زادهٔ ۱۳ دسامبر ۱۹۵۸) بازیگر اهل اتریش است. وی از سال ۱۹۸۲ میلادی تاکنون مشغول فعالیت بوده است.
از فیلم‌ها یا برنامه‌های تلویزیونی که وی در آن نقش داشته است، می‌توان به ویولن قرمز، آنه فرانک: تمام داستان، برای یک لحظه آزادی، قصر، دختر رؤیاهای شما، لوئیزا سانفلیچه و یاقوتی اشاره کرد.